# خلية تائية ذاكرة
خلايا تي ذاكرة  (بالإنجليزية: Memory T cell )

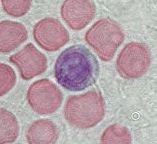
خلية لمفية في وسط الصورة

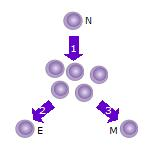
1. بعد مقابلة خلية تي خام (N) لأنتيجين تصبح خلية تي نشطة و تبدأ في الانقسام لتكوين عدة خلايا منها.
2. بعض تلك الخلايا تي الناشئة تتحول إلى خلية تي مساعدة (E) وتقوم بوظيفة خلية تي مساعدة (إما تنتج سيتوكين (بروتينات خاصة) لتعليم الخلايا أو تتحول إلى خلية تي قاتلة cytotoxic T cell
).
3. وبعض من الخلايا تي يتحول إلى خلية تي ذاكرة (M) التي
تبقى في الجسم في حالة كامنة حتى يتعرض الجسم لأنتيجين غازي تعرفت عليه من قبل، فتنشط في مقاومته على الفور.

هي خلايا تكافح العدوى وتكافح الخلايا السرطانية، وتسمى أحيانا لمفاويات تائية حيث تكون قد تقابلت واستجابت وتعاملت من قبل مع أنتيجين مسبب للمرض وقضت عليه ; لذلك فهي تسمى أيضا خلية تي مخالطة لأنتيجين . في استطاعة الخلية تي الذاكرة التعرف على جرثوم يغزو الجسم، مثل بكتيريا أو فيروس تكون قد تعاملت معه من قبل، أو التعرف أيضا على خلايا سرطانية. وتصبح «خلية تي ذاكرة» خبيرة في التعرف على خلية سرطانية بعدما تكون قد تعرفت عليها من قبل عن طريق أنتيجين (ببتيد) منه، أو من تطعيم سابق. فعند مقابلتها للخلية الدخيلة على الجسم مرة أخرى تقوم خلية تي الذاكرة بالتعامل مع هذا الدخيل بطريقة أسرع وأشد قوة عن مرة مقابلتها له الأولى. وتستغل تلك الخاصية لخلايا تي في الاختبارات الخاصة بالتحقق من وقوع عدوى بأنتيجين معين .

## أنواع تنشأ منها
تنشأ من جيل خلايا تي الذاكرة على الأقل ثلاثة أجيال مختلفة من خلايا تي الذاكرة ؛ ويمكن التفرقة بينها بواسطة مستقبلات نوعية «شيموكين رسيبتور»
CCR7 و L-selectin (CD62L).
- مثل الخلايا الجذعية TSCM , مثل الخلايا الجذعية الخام، يمكن أن تتحول إلى CD45RO−, [CCR7]+, CD45RA+, CD62L+ ([L-selectin]), CD27+, CD28+ و IL-7Rα+, كما يمكنها إنتاج اعدادا كبيرة من CD95, IL-2Rβ, CXCR3, و LFA-1, مع احتفاظها ببعض صفات خلية تي الذاكرة .[2]
- Central memory :خلايا الذاكرة المركزية TCM تنتج البروتينات الصغيرة L-selectin و CCR7 , وتنتج Interleukin-2 , ولكنها لا تنتج IFNγ أو Interleukin-4.
- Effector memory : خلايا الذاكرة المؤثرة TEM لا تنتج ,

L-selectin ولا تنتج CCR7 ولكنها تنتج معاملات cytokines مثل المؤثرين IFNγ و IL-4.
وقد اكتشفت حديثا أجيال أخرى .

## وظيفتها
من خلايا تي الذاكرة ذات مقاومة خاصة لأنتيجين دخيل معين مثل فيروس أو ميكروب نجدها في النوعي الذاكرة المركزية TCM و الذاكرة المؤثرة TEM . ومع ان معلوماتنا الحالية نشأت من مشاهداتنا لخلايا تي القاتلة (كتلة التمايز 8-positive) ، فتوجد أيضا مؤشرات لوجود أجيال من خلايا تي المساعدة helper T cells و خلايا تي القاتلة كتلة التمايز 4-positive .
- الذاكرة المركزية (TCM). الذاكرة المركزية هي خلايا لها صفات خلية جذعية خاصة بالذاكرة . وتتميز خلايا TCM بأنها تجدد نفسها بسبب احتوائها على معامل ناقل يسمي STAT5.[4]

وقد تبين من اختبارات أجريت على الفئران أن خلايا الذاكرة المركزية TCM له مقاومة كبيرة ضد الفيروسات  والبكتيريا, والسرطان 
في أنظمة مختلفة مشابهة لعمل خلايا الذاكرة المؤثرة EM cells.

وجود أنتيجين (غازي) يحفز خلية تي لتصبح إما خلية قاتلة cytotoxic CD8+ cell أو خلية مساعدة CD4+ cell.

- كما توجد نوعان من خلايا الذاكرة المؤثرة وهي تبدي جينات لجزيئات ضرورية لعمل خلايا تي القاتلة من نوع CD8 T cells
  - الذاكرة المؤثرة (TEM)
  - الذاكرة المؤثرة RA (TEMRA)
- وحديثا عثر على خلايا تي من نوع CD8+ T لها خبرة بجينات وتتميز بقدرة عالية على الانقسام وتجديد نفسها، وقد أجريت تلك الأبحاث على الفئران .

.
وقد سميت تلك المجموعة من الخلايا «خلايا جذعية ذاكرة» (TSCM),ويمكن التعرف عليها عن طريق مؤشر CD44(low)CD62L(high)CD122(high)sca-1(+) ، ويمكنها إنتاج خلايا الذاكرة المركزية TCM وخلايا الذاكرة المؤ ثرة TEM .
في الدراسات المبدئية على الفئران، يبدو ان خلايا الجذعية الذاكرة TSCM تتحلي بمقاومة شديدة ضد المستضدات (أنتيجين) أكبر من مقاومة خلايا تي الذاكرة . وأما عن وجود تلك الخلايا في الإنسان فلا يزال البحث قائما على توضيح ذلك .

## كتب
- Janeway, Charles (2005). Immunobiology: the immune system in health and disease. New York: Garland Science. ISBN:978-0-443-07310-6.
- Lichtman, Andrew H.; Abbas, Abul K. (2003). Cellular and molecular immunology. Philadelphia: Saunders. ISBN:0-7216-0008-5.{{استشهاد بكتاب}}:  صيانة الاستشهاد: أسماء متعددة: قائمة المؤلفين (link)

## وصلات خارجية
- T-cell Group - Cardiff University

## اقرأ أيضا
- خلية بائية
- خلية لمفاوية
- نظام المناعة
- خلية بي ذاكرة
- خلية تي خام
- خلية بي خام